# Václav Vochoska
Václav Vochoska, född den 26 juli 1955 i České Budějovice i Tjeckoslovakien, är en tjeckoslovakisk roddare.
Han tog OS-brons i dubbelsculler i samband med de olympiska roddtävlingarna 1980 i Moskva.